# CAPICOM
CAPICOM (англ. Crypto API COM-object) — снятый с поддержки элемент управления ActiveX, созданный Microsoft с целью помочь разработчикам приложений в получении доступа к услугам, которые позволяют обеспечить безопасность для приложений на основе криптографических функций, реализованных в CryptoAPI, через технологию COM. CAPICOM можно использовать для цифровой подписи данных, проверки подписи, отображения информации о цифровой подписи и цифровом сертификате, добавлять или удалять сертификаты и, наконец, для шифрования и расшифровки данных.
CAPICOM версии 2.1.0.2 — последняя версия CAPICOM, которая официально поддерживается в Windows Vista. Однако, Microsoft объявила, что поддержка CAPICOM прекращена и далее компонент разрабатываться не будет. Microsoft предлагает заменить CAPICOM криптографическими классами .NET Framework X.509.